# Беннет, Чарльз Огастес, 6-й граф Танкервиль
Чарльз Огастес Беннет, 6-й граф Танкервиль (англ. Charles Augustus Bennet, 6th Earl of Tankerville; 10 января 1810 — 18 декабря 1899) — британский пэр и консервативный политик. Он носил титул учтивости — лорд Оссулстон с 1822 по 1859 год.

## Происхождение и образование
Родился на Чарльз-стрит, Беркли-сквер в Лондоне 10 января 1810 года. Единственный сын Чарльза Беннета, 5-го графа Танкервиля (1776—1859), и Армандины Коризанды де Грамон (? — 1865), дочери 8-го герцога Грамона . Он получил образование в школе Харроу и в колледже Крайст-Черч в Оксфорде. Он стал известен под титулом лорда Оссулстона после смерти своего деда в 1822 году.

## Политическая карьера
Лорд Оссулстон заседал в Палате общин Великобритании от Северного Нортумберленда с 1832 по 1859 год . В мае 1859 года он был вызван в Палату лордов на основании приказа об ускорении с отцовским титулом барон Оссулстон. В июне того же года после смерти своего отца Чарльз Огастес Бннет унаследовал титул 6-го графа Танкервиля.
8 марта 1833 года он был назначен заместителем лейтенанта Нортумберленда. Он занимал посты капитана Корпуса офицеров почётного эскорта в правительствах графа Дерби и Бенджамина Дизраэли в 1866—1867 годах и лорда-стюарда королевского двора в 1867—1868 годах. В 1866 году он был приведен к присяге в Тайном совете.

## Семья
29 января 1850 года в замке Кимболтон, Хантингдоншир, лорд Танкервилль женился на леди Оливии Монтегю (18 июля 1830 — 15 февраля 1922), старшей дочери Джорджа Монтегю, 6-го герцога Манчестерского. У них было пятеро детей:
- Чарльз Беннетт, лорд Оссулстон (31 декабря 1850 — 29 июня 1879); он умер от холеры в Индии в возрасте двадцати восьми лет. Он поступил в Колдстримскую гвардию в звании прапорщика и лейтенанта в 1870 году[10] . Он был переведен в стрелковую бригаду в звании лейтенанта в 1873 году[11].
- Джордж Монтегю Беннет, 7-й граф Танкервиль (30 марта 1852 — 9 июля 1931). В 1895 году он женился на Леоноре ван Мартер[12] . У них было четверо детей.
- Достопочтенный Фредерик Огастес Беннет (30 мая 1853 — 5 сентября 1891), умер неженатым.
- Леди Коризанда Оливия Беннет (1855 — 11 января 1941)[13] , умерла незамужней.
- Леди Ида Луиза Беннет (22 июня 1857 — 24 ноября 1887), в 1877 году она вышла замуж за Джона Рамзи, 13-го графа Далхаузи. У них было пятеро сыновей.

89-летний лорд Танкервилл скончался в семейной резиденции в замке Чиллингем в Нортумберленде в декабре 1899 года, и ему наследовал его второй сын Джордж. Графиня Танкервилл умерла в Грейстоунсе, Танбридж-Уэллс, Кент, 15 февраля 1922 года в возрасте 91 года и была похоронена в Чиллингеме 20 февраля 1922 года.